# 가가카사마역
가가카사마역(일본어: 加賀笠間駅)은 일본 이시카와현 하쿠산시에 있는 IR 이시카와 철도 IR 이시카와 철도선의 철도역이다.

## 역 구조
상대식 2면 2선 구조의 지상역이다. 정류소로 취급되고 있다.
가나자와역이 관리하는 간이 위탁역이다.

### 승강장
| 서쪽 | ■ IR 이시카와 철도선 | 하행 | 가나자와 · 도야마 방면 |
| 동쪽 | ■ IR 이시카와 철도선 | 상행 | 고마쓰 · 후쿠이 방면   |

## 역세권 정보
- 긴조 대학

## 역사
- 1923년 8월 1일 - 일본국유철도 호쿠리쿠 본선 미카와 역 ~ 고마쓰 역 사이에 신설 개업.
- 1987년 4월 1일 - 민영화에 따라 서일본 여객철도의 소속이 되었다.
- 2017년 4월 15일: ICOCA 도입.[1]
- 2024년 3월 16일: 호쿠리쿠 신칸센 가나자와역 ~ 쓰루가역 연장 개통에 따라, IR 이시카와 철도로 이관됨.

## 화랑

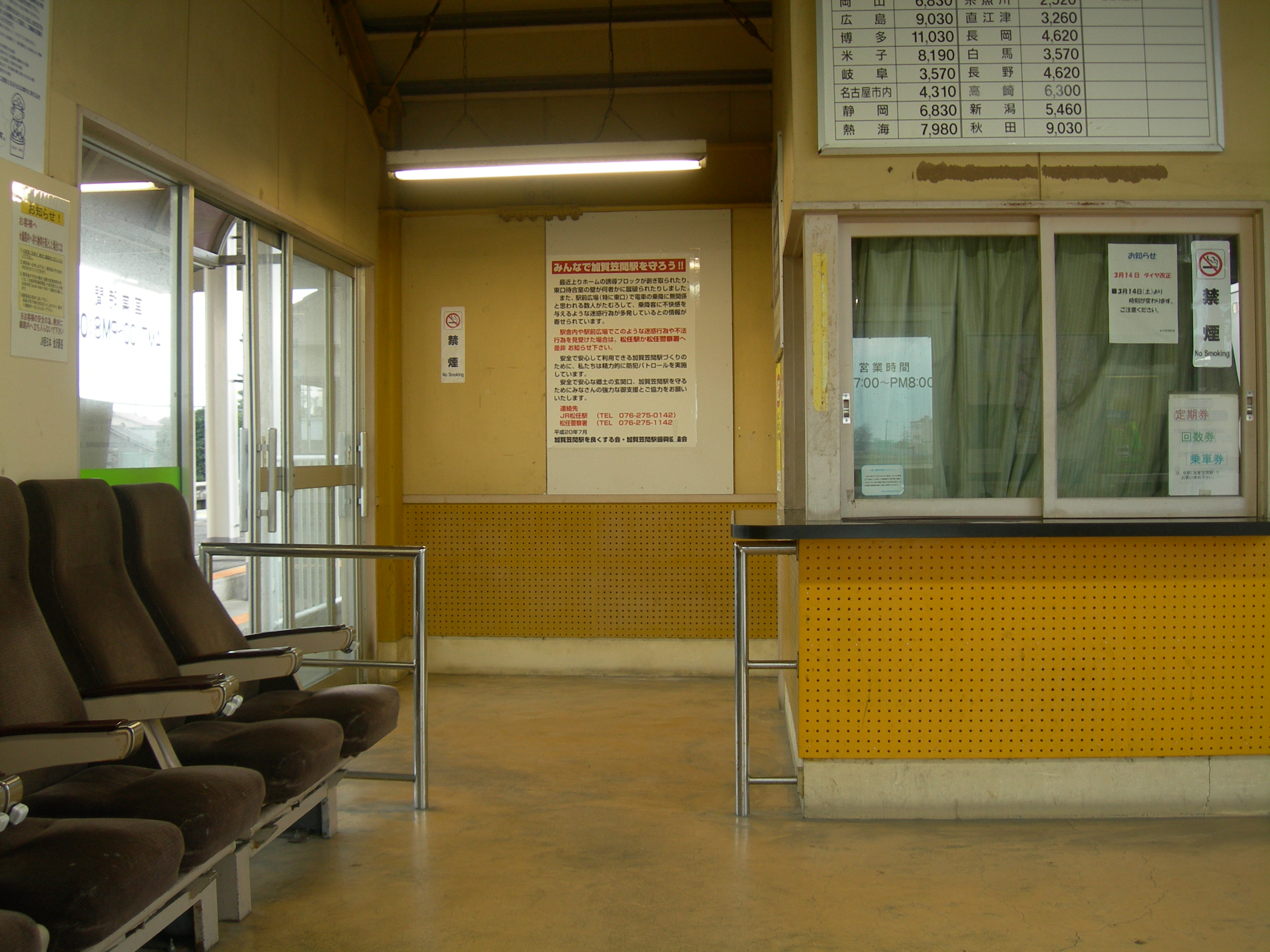
대합소

## 인접역
| IR 이시카와 철도 ■ IR 이시카와 철도선 | IR 이시카와 철도 ■ IR 이시카와 철도선 | IR 이시카와 철도 ■ IR 이시카와 철도선 |
| ------------------------------------- | ------------------------------------- | ------------------------------------- |
| 미카와 다이쇼지 방면                  | 보통                                  | 니시맛토 도야마 방면                  |